# 赫沃尔斯
赫沃尔斯是德国莱茵兰-普法尔茨州的一个市镇。总面积7.87平方公里，总人口616人，其中男性314人，女性302人（2011年12月31日），人口密度78人/平方公里。